# Drew Goddard

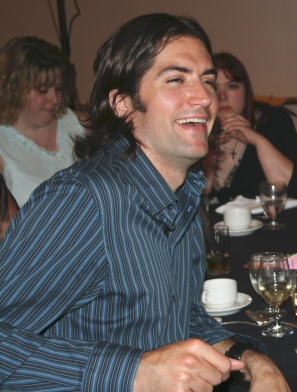
Drew Goddard en 2005.

Andrew Brion Hogan Goddard (Houston, Texas, 26 de febrero de 1975), más conocido por Drew Goddard, es un director, guionista y productor de cine y televisión estadounidense, conocido especialmente por sus trabajos en series como Buffy Cazavampiros, Angel, Alias y Lost. Tras pasarse al cine, escribió Cloverfield (2008), Guerra Mundial Z (2013) y The Martian (2015), esta última le valió una nominación al Oscar al mejor guion adaptado. En 2011, debutó como director con The Cabin in the Woods. 

## Biografía
Goddard nació en Houston (Texas) y se crio en Los Álamos (Nuevo México). Estudió en el instituto de Los Álamos y en la Universidad de Colorado en Boulder.
Comenzó su carrera como guionista de Buffy Cazavampiros y Angel, recibiendo un premio Hugo a la Mejor Presentación Dramática por la primera.
En 2005, se unió al equipo de Bad Robot, de J. J. Abrams, donde escribió para Alias y Lost, y ganó, junto con el equipo de guionistas de Lost, el premio del Sindicato de Guionistas de América (WGA) a la mejor serie dramática. En 2006, durante la tercera temporada, Goddard se convirtió en coproductor ejecutivo de Lost.
En febrero de 2007, escribió su primer largometraje, Cloverfield, dirigida por Matt Reeves y producida por J. J. Abrams. Cloverfield recaudó 168 millones de dólares con un presupuesto de 25 millones. Empire la nombró la quinta mejor película de 2008 y ganó el Premio Saturn a la Mejor Película de Ciencia Ficción.
Su debut como director, The Cabin in the Woods, fue coescrito con Joss Whedon. The Cabin in the Woods apareció en la lista de las mejores películas de 2012 de Metacritic, además de obtener un 92% de aprobación en Rotten Tomatoes. La película ganó el Premio Saturn a la Mejor Película de Terror o Suspense, y obtuvo el «Filmmaker Showcase Award» de Saturn.
En 2012, -junto con J. Michael Straczynski, Matthew Michael Carnahan y Damon Lindelof, director de la serie Perdidos- escribió el tercer acto del guion antes del rodaje de la película Guerra Mundial Z, protagonizada por Brad Pitt y dirigida por Marc Forster. La película recaudó 540 millones de dólares con un presupuesto de 190 millones. Como consecuencia, en junio de 2013, Paramount anunció que seguía adelante con una secuela, aunque finalmente fue desechada.
En diciembre de 2013, Marvel anunció oficialmente que sería el productor ejecutivo y showrunner de la serie de televisión Daredevil producida por Marvel Television y emitida en Netflix en 2015. Sony Pictures también anunció que escribiría y dirigiría una película basada en los Seis Siniestros, aunque finalmente el proyecto se canceló. En mayo de 2014, se retiró de la dirección de la serie de televisión Daredevil.
En febrero de 2015, tras anunciarse el acuerdo entre Marvel y Sony para compartir los derechos de Spider-Man, se informó que estaba en conversaciones con Sony para dirigir la nueva película reboot de Spider-Man, Spider-Man: Homecoming, aunque más tarde se anunció que Jon Watts sería el director. Goddard también fue productor ejecutivo y coguionista de un episodio de la miniserie The Defenders. La serie presentaba un team-up de los superhéroes de Marvel Television, incluido Daredevil. Se estrenó en Netflix en agosto de 2017.
Luego escribió la adaptación cinematográfica de la primera novela de Andy Weir, The Martian, y en un principio planeaba dirigirla él mismo para 20th Century Fox. Más tarde abandonó el proyecto cuando le ofrecieron la oportunidad de dirigir Sinister Six, una adaptación de cómic ya cancelada basada en un equipo de supervillanos. En cambio, The Martian fue dirigida por Ridley Scott, y recibió una gran acogida por parte de la crítica. El propio Goddard recibió una nominación a los Premios Óscar al Mejor Guion Adaptado.
En noviembre de 2016 comenzó a escribir un guion especulativo para la película de suspense neo-noir Bad Times at the Royale, que vendió a 20th Century Fox en marzo de 2017, revelando que también produciría y dirigiría. La película cuenta con un reparto formado por Jeff Bridges, Cynthia Erivo, Dakota Johnson, Jon Hamm, Nick Offerman, and Chris Hemsworth.

### Otros proyectos
En diciembre de 2013 se anunció el desarrollo de una película basada en Los Seis Siniestros, como parte de los planes de Sony para su propio universo compartido de The Amazing Spider-Man, con Goddard como guionista y posible director. Goddard confirmó su intención de dirigir la película en abril de 2014. Se creía que la película se había cancelado en noviembre de 2015, cuando Sony se centraba en su nuevo Reboot de Spider-Man con Marvel Studios, pero la productora Amy Pascal declaró que la película estaba «viva» de nuevo en diciembre de 2018 tras el éxito de Venom y que estaba esperando a que Goddard estuviera listo para dirigirla antes de seguir adelante con el proyecto, que ahora se ambientaría en el Universo Spider-Man de Sony.
En mayo de 2016, se informó de que Goddard estaba escribiendo el guion de una adaptación cinematográfica de la novela Wraiths Of The Broken Land, con Ridley Scott como director. En octubre de 2017 también fue contratado para escribir y producir Nevermoor: The Trials of Morrigan Crow, una adaptación cinematográfica de la novela homónima. En junio de 2020 también se anunció su participación en Project Hail Mary, basada en la novela del mismo nombre, con Phil Lord y Christopher Miller como directores. Desde 2019 hasta ahora, su empresa, Goddard Textiles llegó a un acuerdo global con Disney Television Studios a través de 20th Century Fox Television (ahora 20th Television) y ABC Signature. En diciembre de 2022, FX encargó un piloto para The Trenches, una serie de animación de media hora creada por Goddard. En enero de 2023, se reveló que Goddard se había unido a una sala de guionistas reunida por James Gunn para trazar la historia global del Universo DC. En abril de 2024, se anunció que Goddard estaba listo para escribir y dirigir una nueva entrega de la franquicia Matrix.

## Filmografía

### Cine
| Año  | Película                   | Director | Productor | Guionista | Crítica |
| ---- | -------------------------- | -------- | --------- | --------- | ------- |
| 2008 | Cloverfield                | No       | No        | Sí        | 85%     |
| 2012 | The Cabin in the Woods     | Sí       | No        | Sí        | 76%     |
| 2013 | World War Z                | No       | No        | Sí        | 93%     |
| 2015 | The Martian                | No       | Sí        | Sí        | 95%     |
| 2016 | 10 Cloverfield Lane        | No       | Sí        | No        | 87%     |
| 2018 | Bad Times at the El Royale | Sí       | Sí        | Sí        | 88%     |

### Televisión
| Año       | Serie                | Créditos |
| --------- | -------------------- | --- |
| 2002-2003 | Buffy Cazavampiros   | guionista (5 episodios, 2002-2003)                                                                                                   |
| 2003-2004 | Angel                | guionista (5 episodios, 2003-2004)                                                                                                   |
| 2005-2006 | Alias                | coproductor en 22 episodios (2005) y productor en 17 (2005-2006), guionista (5 episodios, 2005-2006)                                 |
| 2005-2008 | Lost                 | coproductor ejecutivo en 13 episodios (2007-2008) y productor supervisor en otros 13 (2006-2007), guionista (8 episodios, 2005-2008) |
| 2007-2008 | Lost: Missing Pieces | coproductor ejecutivo en 12 episodios (2007-2008) y productor supervisor en uno (2008), guionista (2 episodios, 2008)                |
| 2015-2018 | Marvel's Daredevil   | creador, productor ejecutivo y guionista (2 episodios, 2015)                                                                         |
| 2016-2019 | The Good Place       | coproductor ejecutivo y director (2 episodios, 2016-2018)                                                                            |
| 2017      | The Defenders        | coproductor ejecutivo y director de un capítulo (2017, miniserie)                                                                    |

## Premios y distinciones
Premios Óscar
| Año  | Categoría            | Película    | Resultado |
| ---- | -------------------- | ----------- | --------- |
| 2016 | Mejor guion adaptado | The Martian | Nominado  |